# Nova art de trobar
Nova art de trobar és el títol d'una preceptiva poètica mallorquina anònima de la segona meitat del segle xvi.

## Contingut de l'obra
Durant molts anys, el text es va atribuir al poeta Francesc d'Olesa, però estudis posteriors han demostrat que va ser escrit després de la seva mort.
L’obra sorgeix en un context literari que, des d’una perspectiva renovadora, reivindica una tradició pròpia per contrarestar la influència de les literatures italiana i castellana, tot posant en valor el llegat dels autors medievals. L’objectiu de l’autor és divulgar els principis poètics tradicionals d’arrel trobadoresca,  entre els escriptors de la seva època..
Una de les aportacions destacades d’aquest text és l’ús de mostres poètiques en català, en lloc de l’occità, per il·lustrar els conceptes teòrics que planteja. A més, el text incorpora idees pròpies del Renaixement, visibles en passatges del poema inicial, titulat “Cant de l’autor de l’excel·lència de l’home inventor de totes les arts”. Finalment, la preceptiva defensa la poesia religiosa per sobre de la profana i sembla dirigida als poetes que participaven en els certàmens religiosos, tan habituals a finals del segle xvi i durant tot el segle xvii.